# Betlehem

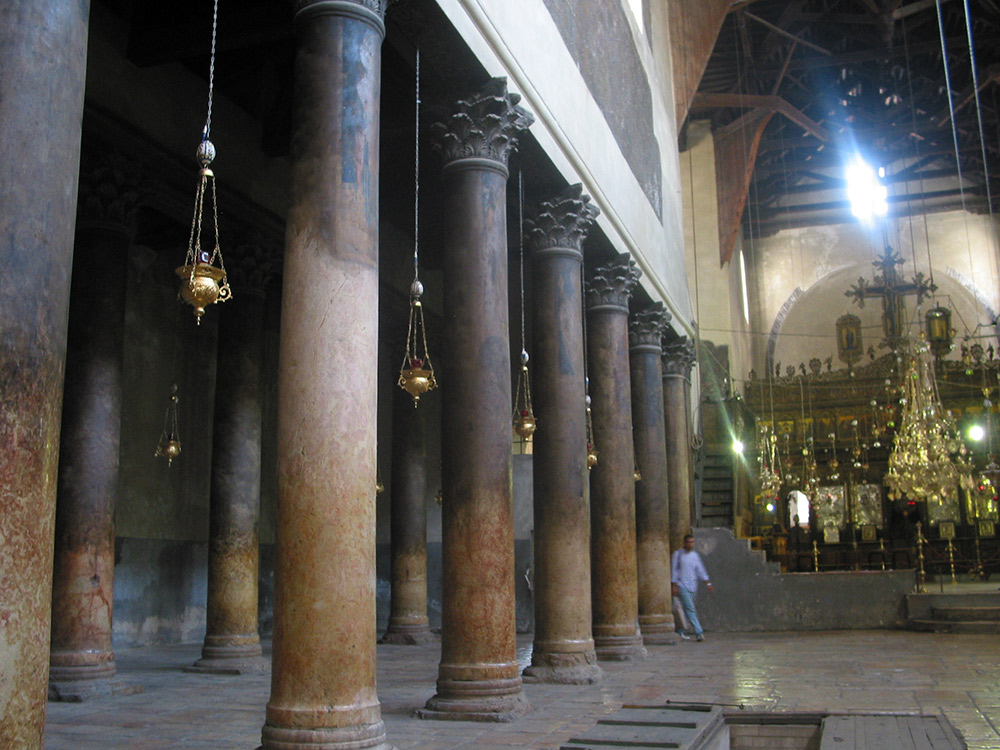
Födelsekyrkans inre

Betlehem (hebreiska: בית לחם, "brödhus"; arabiska: بيت لحم, "kötthus"; syriska: Bet, hus och lehem bröd, "brödhus") är en stad på nuvarande Västbanken, Palestina, omkring en mil söder om Jerusalem och belägen 765 meter över havet. Den är huvudstad i distriktet Betlehem. Betlehems stadsområde innefattar också de små orterna Beit Jala och Beit Sahour.
Enligt Matteus- och Lukasevangeliet och den kristna traditionen var det här som Jesus föddes. Betlehem är hemort för en av de största grupperna av palestinska kristna i Mellanöstern. 
Betlehem nämns också på flera ställen i Gamla Testamentet. Ruts bok utspelas i Betlehem, vilket har stor betydelse för det sammanhang i vilket Jesus föddes ("Davids stad"). Många kyrkor inom väckelserörelsen heter Betlehemskyrkan.
Den stora vägen från Jerusalem mot Hebron passerar Betlehem, och utefter denna väg mellan Jerusalem och Betlehem finns Rakels grav.
Inne i Betlehem finns som pilgrimsmål och sevärdhet bland annat den så kallade Födelsekyrkan, byggd av kejsar Konstantin den store över den plats där traditionen berättar att Jesus föddes. I närheten finns den grotta där Hieronymus sägs ha bott i trettio år medan han översatte Bibeln till latin. Strax utanför Betlehem på östsidan finns två olika platser som utpekas som Herdarnas äng (Beit Sahour).
Betlehem har ett katolskt universitet som grundades under ledning av Vatikanen.
Den kristna befolkningen är inte längre i majoritet, men en särskild stadga kräver att borgmästaren och majoriteten i kommunrådet ändå måste vara kristna.[när?]

## Historia

### Tidig historia
Staden, som ligger i "bergslandet" i Judeen var bebyggt redan under bronsåldern, men har historiskt varit en tämligen obetydlig stad. Under Rehabeam fick staden genom sitt läge betydelse som befästningsstad och infogades i Juda rikes försvar mot Kungariket Israel. Betlehems koppling till Davids ätt ledde till att den kopplades till messianska föreställningar. Betlehem återbefolkades efter den Babyloniska fångenskapen.

### Betlehem i Bibeln
Staden omtalas i bibeln i äldre källor som Efrata (1 Mos. 35:16, 19, 48:7, Rut 4:11). Den kallades också Betlehem i Efrata (Mika 5:2), Betlehem i Juda (1 Sam. 17:12) och "Davids stad" (Lukas 2:4). Den beskrivs första gången i Bibeln som platsen där Rakel dog och begravdes "invid vägen" omedelbart norr om staden (1 Mos. 48:7). Dalen öster om staden var platsen för berättelsen om Rut från Moab. Betlehem anses traditionellt som Davids födelseort och som det ställe där han blev smord till kung av Samuel (1 Sam. 16:4–13), och det var från brunnen i Betlehem som tre av hans hjältar med risk för sina liv gav honom vatten när han var i Adullams grotta (2 Sam. 23:13–17). I Nya Testamentet anges Betlehem som Jesus födelseort.

### De romerska och bysantinska perioderna
Staden drabbades hårt under Bar Kokhbas uppror (132–135 e.Kr.) och romarna reste ett tempel åt Adonis på den plats där Födelsekyrkan nu ligger. Den första kristna kyrkan byggdes 326, när Helena, modern till den förste kristne romerske kejsaren, Konstantin den store, besökte Betlehem.
Under det samariska upproret 529 blev Betlehem plundrat och stadsmurarna och Födelsekyrkan förstördes, men de återuppbyggdes snart på order av kejsar Justinianus. 614 invaderade perserna Palestina och erövrade Betlehem. Enligt en berättelse som ges i senare källor avstod de från att förstöra Födelsekyrkan när de såg en mosaik där de tre vise männen var avbildade i persisk klädnad.

### Arabiskt styre och korstågen
År 637, kort efter att Jerusalem erövrades av muslimska härar, besökte kalifen Umar ibn al-Khattab Betlehem och lovade att Födelsekyrkan skulle bevaras för att användas av kristna.
År 1099 intogs Betlehem av korsfararna, som befäste staden och byggde ett nytt kloster på norra sidan om Födelsekyrkan. På juldagen år 1100 kröntes Balduin I till den första kungen av det frankiska Kungariket Jerusalem, och samma år upprättades ett latinskt (katolskt) biskopssäte i staden.
År 1187 erövrade Saladin Betlehem från korsfararna och de latinska kyrkomännen tvingades iväg. Saladin tillät två latinska präster och två diakoner att återvända 1192. Emellertid blev förlusten av pilgrimshandeln till skada för staden. Betlehem blev återfört till korsfararnas kontroll genom fördrag under en kort period mellan 1229 och 1244. När Rukn al-Din Baibars kom till makten 1250 minskade toleransen för kristendomen, prästerskapet lämnade staden och stadsmurarna revs. Det latinska prästerskapet återkom till staden under det följande århundradet och tog säte i klostret vid basilikan, och 1347 fick franciskanerna besittning av Födelsegrottan och rätten att styra och upprätthålla basilikan.

### Betlehem under Osmanska riket
Under åren av osmansk kontroll över Betlehem från 1517 och framåt stred de katolska och grekisk ortodoxa kyrkorna om vem som hade rätten till Födelsekyrkan.
Från 1831 till 1841 var Palestina underställt Muhammed Ali av Egypten. Under denna period drabbades staden av en jordbävning samt förstörelse av den muslimska delen av staden av trupper, till synes som hämnd för ett mord. 1841 kom Betlehem än en gång under osmanskt herravälde, och förblev så till slutet av första världskriget och upprättandet av det brittiska Palestinamandatet.

### 1900-talet
Såväl romersk-katolsk som grekisk-katolsk och protestantisk mission bedrevs i Betlehem, som under större delen av 1900-talet främst befolkades av kristna, men även en mindre del muslimer. Svenska Jerusalemföreningen hade 1904–1905 en läkarmission och eget sjukhus i Betlehem.
W. Harvey genomförde 1934 omfattande arkeologiska utgrävningar i Betlehem.
I FN:s generalförsamlings resolution 1947 om att dela Palestina inkluderades Betlehem i den särskilda internationella enklaven Jerusalem, som skulle administreras av FN. Jordanien ockuperade staden under 1948 års arabisk-israeliska krig. Många flyktingar från områden som erövrades av den israeliska sidan 1947–1948 kom till Betlehem och upprättade läger i den norra delen av staden nära vägen till Jerusalem och på bergssidan i söder. Dessa blev senare de officiella flyktinglägren Beit Jibrin (eller al-'Azza) och 'A'ida (i norr) och Deheisheh i söder. Denna tillströmning av flyktingar ändrade Betlehems befolkningssammansättning avsevärt.
Jordanien behöll kontrollen av staden till 1967, då Betlehem tillsammans med resten av Västbanken ockuperades av Israel efter sexdagarskriget.
Betlehems universitet grundades 1989.
Den 21 december 1995 blev Betlehem ett av områdena under den Palestinska myndighetens fulla kontroll. Liksom övriga palestinska städer har Betlehem dock upprepade gånger varit utsatt för utegångsförbud och militära attacker från Israels krigsmakt. Betlehems infrastruktur och turism drabbades hårt av den Andra intifadan som bröt ut 2000..Ett stort israeliskt angrepp mot staden gjordes under 2002. Bland annat belägrades Födelsekyrkan under 39 dagar.
Israels barriär på Västbanken finns vid Betlehem.

## Jesu födelseort
Att det är rätt Betlehem som utpekas som Jesu födelseort ifrågasätts av en rad forskare, bland andra arkeologen Aviram Oshri. Oshri menar att Jesusbarnets födelseort är ett helt annat Betlehem än det judeiska som i dag rymmer den så kallade Födelsekyrkan. Det rätta Betlehem, beläget i södra Galileen, ska enligt Oshri ha legat cirka 12 mil norr om det judeiska Betlehem, betydligt närmare det Nasaret som Josef och Maria kom från.
Det judeiska Betlehem var knappt ens bebott längre vid den kristna tideräkningens början. Däremot var det galileiska Betlehem vid samma tid en blomstrande stad. På grund härav utgör det galileiska Betlehem den mest naturliga lokalisationen för den romerska skattemyndigheten, anser Oshri.
Även ett ställe i Nya Testamentet, Johannesevangeliet (7:40–44), där någon invänder att Jesus inte kan vara Messias eftersom han kommer från Galileen, åberopas av Oshri som ett stöd för hans hypotes. Likaså påpekar Oshri att kyrkofadern Origenes i sina skrifter omnämner att det faktiskt finns folk som inte tror att Jesus kom från Galileen. Kyrkofadern Eusebios av Caesarea å sin sida beskriver det judeiska Betlehem utan att samtidigt ens nämna Jesus i det sammanhanget, vilket onekligen ter sig besynnerligt om nu det judeiska Betlehem verkligen vore den rätta födelseplatsen.
Dessutom menar Oshri att det inte är rimligt att Josef och Maria skulle ha vandrat till fots i flera dagar ända från Nasaret till det judeiska Betlehem med tanke på att Maria ju stod i begrepp att föda sitt barn när som helst. Däremot kan den 12 mil kortare sträckan till det galileiska Betlehem vara tänkbar i sammanhanget.
Enligt Oshri var det mycket viktigt för evangelisterna att koppla ihop Jesu födelse med just det judeiska Betlehem för att på så sätt påvisa att Jesus var av Davids ätt, vilket judarnas Messias enligt Bibelns förutsägelser måste vara för att betraktas som den äkta Messias och inte ses som en falsk sådan.